# Білоцерківський район
Білоцеркі́вський райо́н (Білоцеркі́вщина) — район у Київській області України. Утворений у 2020 році. Адміністративний центр — місто Біла Церква. Площа — 6514,8 км² (23,2% від площі області), населення — 439,9 тис. осіб (2020).
До складу району входять 13 територіальних громад.

## Історія
Район створено відповідно до постанови Верховної Ради України № 807-IX від 17 липня 2020 року. До його складу увійшли: Білоцерківська, Сквирська, Таращанська, Тетіївська, Узинська міські, Володарська, Гребінківська, Рокитнянська, Ставищенська селищні, Ковалівська, Маловільшанська, Медвинська, Фурсівська сільські територіальні громади.

## Передісторія земель району
Раніше територія району входила до складу Білоцерківського, Богуславського, Васильківського, Володарського, Рокитнянського, Сквирського, Ставищенського, Таращанського, Тетіївського, Фастівського районів, ліквідованих тією ж постановою.